# Trifolium simense
Trifolium simense är en ärtväxtart som beskrevs av Johann Baptist Georg Wolfgang Fresenius. Trifolium simense ingår i släktet klövrar, och familjen ärtväxter. Inga underarter finns listade i Catalogue of Life.